# Лев Тухолка
Лев Фьодорович Тухолка - началник на Централното митническо управление в България в състава на Временното руско управление, кмет на Одеса, сенатор в Руската империя.

## Биография
Роден е на 7 декември 1841 г. в благородническо семейство. Син на генерал-майор Фьодор Лвович Тухолка. Майка му Пулхерия Тимофеевна е от благородното семейство Майевски. Завършва Юридическия факултет на Варшавския университет. През 1860 г. е произведен в офицерски чин. Завършва Нижегородския кадетски корпус. Действителен статски съветник в Руската империя от 1877, с чин таен съветник от 1886. От 1871 г. е член на Департамента по митническите такси на Руската империя, през 1872-1876 г. служи в различни митници. 

## Лев Тухолка в България
По време на Руско-турската война, след освобождението на Видин (24 март 1878 г.) е назначен за губернатор на Видинска губерния от Временното руско управление.
След преместването на канцеларията на княз Дондуков-Корсаков от Пловдив в София през октомври 1878 г., Лев Тухолка е е назначен за началник на Централното митническо управление в България. Като губернатор на Видин на мястото на Тухолка е назначен Иван Кишелски.

## Служба в Руската империя
След прекратяването на дейността на временното руско управление е директор на канцеларията на княз Дондуков-Корсаков, който по това време (1880 г.) е временен генерал-губернатор в Харков  .
От 20 януари до 12 февруари 1882 г. е кмет на Одеса. Сенатор в Русия от 1894 год.
Умира на 18.02.1899 г.